# Music for Cars
Music for Cars ist die dritte EP der britischen Rockband The 1975, die in Großbritannien am 4. März 2013 und am 5. März 2013 in den Vereinigten Staaten veröffentlicht wurde. Sie ist die dritte von vier EPs, die vor dem Debütalbum von The 1975 im September desselben Jahres veröffentlicht wurde.

## Veröffentlichung
Die Zeitschrift Rolling Stone schrieb nach der Veröffentlichung: „Die 1975er verpacken Ihre Pop-Hymnen in dunstige, atmosphärische Musik. Nudelnde Gitarren und gemächliches Schlagzeug in Stadiongröße mit hypnotischem Ambiente und ätherischen Stimmen.“
Die Band hatte ursprünglich angekündigt, dass ihr drittes Album den Namen Music For Cars tragen würde mit dem Hinweis, dass dies die letzte Veröffentlichung einer EP-Reihe von The 1975 sein würde. Im Mai 2013 erklärte der Sänger der Band, Matty Healy, es würde doch kein Album mit dem Namen Music For Cars geben, stattdessen würde Music for Cars für die Band die Ära beschreiben, in der die nächsten beiden Alben veröffentlicht werden. 2018 sagte Matthew Healy in einem Interview mit der New Yorker Zeitschrift Vulture, dass die Band eigentlich vorhatte, sich nach der Veröffentlichung von Music for Cars aufzulösen:

„Jeder lebt seinen eigenen Film, jeder ist Protagonist in seiner Welt. Wenn man Schriftsteller ist, will man ein tolles Ende, oder? Ich war besessen von dem: Wir werden drei Platten machen. Für die dritte haben wir schon das Artwork. Das wars!“

## Titelliste
| No. | Title              | Length |
| --- | ------------------ | ------ |
| 1.  | Anobrain           | 1:53   |
| 2.  | Chocolate          | 3:43   |
| 3.  | HNSCC              | 2:31   |
| 4.  | Heads.Cars.Bending | 3:27   |
| 5.  | Me                 | 4:35   |